# Królowa Maria Ludwika (Museo de Zaragoza)

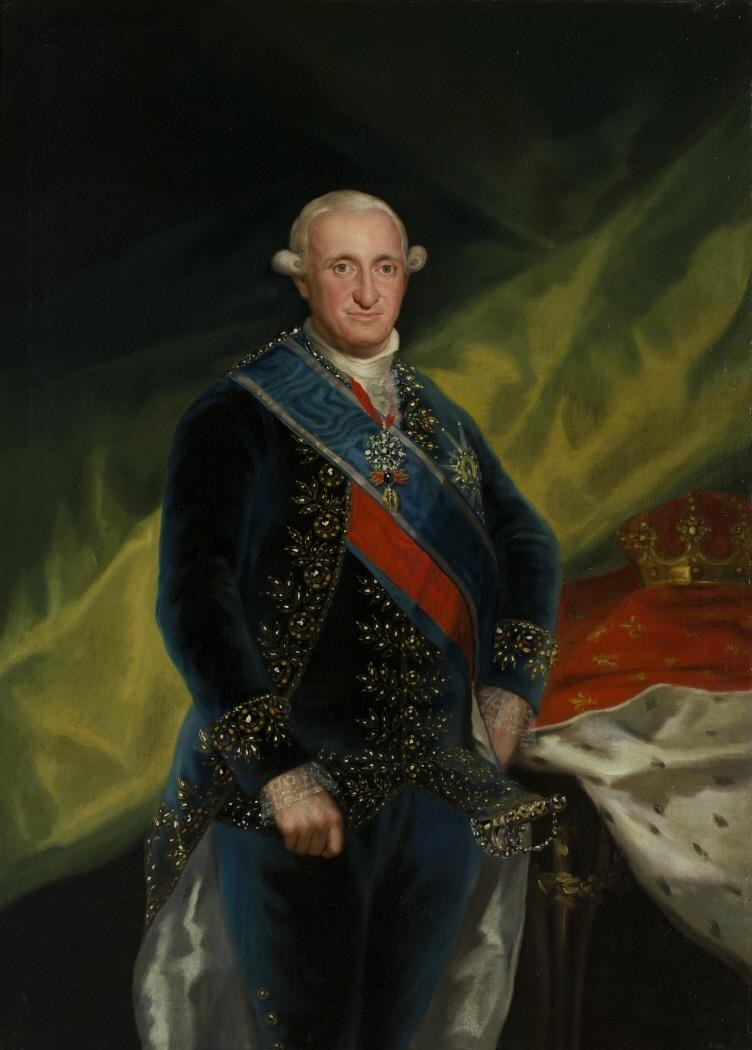
Portret Karola IV

Królowa Maria Ludwika (hiszp. La reina María Luisa) – obraz olejny hiszpańskiego malarza Francisca Goi (1746–1828) przedstawiający hiszpańską królową Marię Ludwikę Burbon-Parmeńską. Portret królowej i jego pendant Portret Karola IV należą do zbiorów Prado. Oba obrazy zostały zdeponowane w Museo de Zaragoza, gdzie obecnie są eksponowane.

## Okoliczności powstania
W 1788 roku zmarł Karol III, król Hiszpanii, na którego dworze pracował Goya. Jego najstarszy żyjący syn infant Karol (1748–1819) był królem Neapolu i Sycylii, zrzekł się jednak korony na rzecz syna i przybył do Madrytu w 1789 roku, aby razem z małżonką Marią Ludwiką Burbon-Parmeńską objąć tron Hiszpanii. Maria Ludwika panowała u boku męża do 1789 i towarzyszyła mu na wygnaniu. Zmarła w Rzymie, w 1819.
Goya został nadwornym malarzem nowych monarchów i wielokrotnie ich portretował. Pierwsze pary portretów, do których król i królowa pozowali, powstały w 1789 z okazji koronacji; na ich podstawie tworzono różne repliki różniące się od siebie m.in. strojami czy tłem. Ze względu na napływ licznych zamówień Goya korzystał z pomocy uczniów i pomocników, wśród nich byli m.in. Agustín Esteve i Asensio Julià. Możliwe, że obraz z Museo de Zaragoza jest dziełem Esteve.

## Opis obrazu
Królowa została przedstawiona w trzech czwartych postaci, w pozycji stojącej. Ma na sobie oficjalny strój w stylu francuskim: suknię w niebieskich odcieniach z mocno dopasowanym gorsetem, ozdobioną tiulem, koronkami i haftami. Rękawy sięgają łokci, z wyraźnie odsłonionymi przedramionami. Królowa nie nosiła rękawiczek i zakazała tego innym damom na dworze. Niezbyt piękna władczyni uważała ręce za swój największy atut i chciała, aby każdy mógł się o tym przekonać. Uwagę zwraca okazała fryzura i olbrzymia ozdoba głowy wykonana z piór, wstążek i koronek. W prawej ręce trzyma zamknięty wachlarz. Na jej piersi widnieje Order Krzyża Gwiaździstego. Tło stanowi rozciągnięta po przekątnej zielona zasłona. Na stole po lewej stronie widnieją korona i płaszcz gronostajowy, symbole władzy królewskiej.

## Proweniencja
Obraz znajduje się w zbiorach Prado od 1911, gdzie trafił za pośrednictwem Ministerstwa Finansów. W latach 1925–1961 został przeniesiony do Museo Municipal de San Telmo w San Sebastián. Od 1972 roku jest wystawiany w Museo de Zaragoza, razem ze swoim pendantem, portretem króla Karola IV.